# 鉄砲ゆりの
鉄砲 ゆりの（てっぽう ゆりの、10月25日 - ）は、日本の女性声優。ラベリテ・プロ所属。大阪府出身。

## 人物
趣味・特技は津軽三味線、イラスト、英会話。
　血液型はAB型。

## 出演作品

### テレビアニメ
- もえがく★5（ルルー）
- 殺し屋さん
- めいたんていラスカル（ミーニャのお母さん）
- スミ子（よしおくん[2]）

### Webアニメ
- ユルミとシメル（シメル）
- ののちゃんシアター （マツコ）

### ゲーム
- もえがく＠ポータブル（ルルー）